# Kike Supermix
Enrique Robles, conocido como Kike Supermix, es un DJ y presentador de televisión español.

## Trayectoria profesional
Su trayectoria profesional se ha desarrollado fundamentalmente en el mundo de la radio.Empezando en New York (de ahí sus influencias) y trasladándose más tarde a España. Sus primeros pasos, en 1984, los dio en el programa Los 40 principales de la Cadena SER. Gana, entonces, popularidad como uno de los pinchadiscos más destacados del medio radiofónico, y es, de hecho, el introductor de la música hip hop en España. También fue el primer locutor en practicar el scratching en una radio española.Su estilo de radio es muy al estilo Americano de las típicas radios neoyorquinas como WBLS,WHTZ,WPLJ,KISS FM.Su cultura musical e influencias pasa por los grandes artistas y bandas como Teddy Pendergrass, Stevie Wonder, Michael Jackson, James Brown, Cameo, Prince, Zapp, Luther Vandross, Peabo Bryson, Quincy Jones...En Pop y Rock a Foreigner, ACDC, John Cougar, Rick Springfield, Bruce Springsteen, Deff Lepard, Depeche Mode, David Bowie, Queen, Simple Minds... Es todo un showman de radio y con una energía que pocos tienen y que le hace diferente.   
El mismo 1984 fue fichado por Radio Vinilo en donde trabaja como primer locutor apostando por una radio nueva pero con carácter,que con el tiempo se hizo la más escuchada en Madrid superando a 40 Principales en el EGM, allí continuó fomentando la cultura de la música negra del momento entre los radioyentes españoles y apostando por la música Americana e Inglesa. Siempre ha sido considerado como uno de los locutores con más clase del panorama español y ante todo respetado en este género por sus compañeros. En 1990 abandona la radio por no poder compaginar la radio y televisión. 
Más tarde, en 1988, da el salto a televisión, colaborando primero en el programa musical Rockopop, que dirigía Beatriz Pécker en Televisión española. En 1990 ficha por Telecinco, primero como asesor musical y más tarde como presentador en el espacio La quinta marcha en donde comparte escenario junto a Penélope Cruz, Jesús Vázquez y Natalia Estrada.
En la misma cadena, presentaría el concurso Bellezas al agua en donde comparte presentación con Vaitiare, Agustín Bravo, Loreto Valverde y el humorista Toni Antonio, en los veranos de 1992 y 1993 y en la temporada 1993-1994 el programa infantil Xuxa Park con la famosa presentadora Brasileña, Xuxa Meneguel y La casa de la guasa (1994), junto a Teresa Rabal. También en esta época la cadena le envía a Milán a presentar el Programa El Gran Circo de Telecinco junto a Amparo Larrañaga, con la que presenta varias galas para la cadena. En numerosas ocasiones es contratado por Publiespaña y Fininvest para hacer publicidad de Coca Cola, Custo, El Giro de Italia, El Trivial y diversas publicidades dentro de cada programa. 
En los siguientes años se centra en la actividad radiofónica, en Onda Cero (con el programa This is America), Radio España (con La Mañana Cadena Top Radio) y finalmente Director de Programas en Z Radio, del Grupo Zeta hasta 2001. Más adelante presenta los programas Mix Maquetas y Escuela de rock en Radio Castilla-La Mancha.
Despojado de su anterior nombre artístico, y ya como Quique Robles, fue fichado también como presentador por el canal Castilla-La Mancha TV, presentó hasta octubre de 2006 el musical CMTOP y entre esa fecha y marzo de 2007 acompañó a Irma Soriano en la presentación de su programa Irma de Tarde de Castilla-La Mancha TV.
Posteriormente presentó un programa de bromas con cámara oculta para Castilla-La Mancha TV.
En el apartado de DJ, uno de sus grades hobbies, comenzó a los 18 años en la Calle Orense en la discoteca Tramas a principio de los 80s. Sus residencias fueron Discoteca Stones, en Torrejón de Ardoz. Allí se juntaban los militares de USA de la base y se organizaban las fiestas de Funky más fuertes de Madrid,siendo visitada por artistas como Bobby Brown, Fat Boys,Alexander Oneal,TLC y muchos más.Sus residencias han pasado por Discotecas en Madrid como Kapital, Ramses, Gabana, Privilege Ibiza, Hard Rock Hotel Ibiza y muchas más. Es uno de los Djs más solicitados para pinchar música de los 80s y 90s.